# Картошкин, Максим Игоревич
Карто́шкин Макси́м И́горевич (род. 17 мая 1989, Москва, СССР) — российский хоккеист.

## Биография
Воспитанник московского «Спартака». В 2008 году дебютировал в КХЛ за чеховский «Витязь». Провёл 2 сезона в континентальной лиге, после чего 1 сезон отыграл в МХЛ за «Русских Витязей». В 2011 году подписал контракт с пермским «Молотом». Во время сезона 2012/13 перешёл в «Саров». Сезон 2013/14 начинал в «Сарове», закончил в тверском ТХК. В 2014 году подписал контракт с польским клубом «Тыхы». В составе клуба стал чемпионом Польши 2014/15. Сыграл 7 матчей за польский клуб в Континентальном кубке 2016 года. По итогам сезона 2015/16 команда не попала в плей-офф польской лиги, поэтому в играх на вылет Картошкин сыграл за «Чарко Санок». Сезон 2016/17 начал в бытомской «Полонии».